# Best 4 You
『Best 4 You』（ベスト・フォー・ユー）は、1985年12月21日に45回転4曲入り12インチでリリースされた、CBS・ソニー在籍時代のHOUND DOGの4曲を収録したミニ・ベスト・アルバム。

## 解説
CBS・ソニーとEPIC・ソニー主導による年末年始商戦用に企画されたシリーズ『Best 4 You』の1枚。ディスクジャケット上部に各盤共通サイドキャップが付けられ、一目で当シリーズだとわかるように印字されていた。HOUND DOG以外のラインナップは、山口百恵、郷ひろみ、村下孝蔵、ばんばひろふみ、渡辺真知子、南佳孝、白井貴子、洋楽ではTOTOなど、多くのアーティストが発売された。

## 収録曲
1. 嵐の金曜日
  - Welcome to The Rock'n Roll Show収録
2. STILL!
  - BRASH BOY収録
3. 今夜ハートで
  - DREAMER収録
4. 涙のBirthday
  - POWER UP!収録
  - 本作にはライブバージョンを収録